# Ophiola transversa
Ophiola transversa är en insektsart som först beskrevs av Carl Fredrik Fallén 1826.  Ophiola transversa ingår i släktet Ophiola, och familjen dvärgstritar. Arten är reproducerande i Sverige.